# Change Ur World
Change Ur World è un brano musicale della boy band giapponese KAT-TUN, estratto come primo singolo dall'album Chain. È stato pubblicato il 17 novembre 2010 ed è il tredicesimo singolo consecutivo del gruppo ad arrivare alla prima posizione della classifica Oricon dei singoli più venduti in Giappone. Il brano è stato utilizzato come seconda sigla del programma televisivo trasmesso da Nippon Television, Going! Sports & News, condotto da Kazuya Kamenashi, membro del gruppo. Il singolo è stato certificato disco di platino dalla RIAJ per aver venduto 254 150 copie.

## Tracce
Normal Edition
1. Change Ur World
2. Give Me, Give Me, Give Me
3. Never×Over~「-」Is Your Part~
4. Change Ur World (Original Karaoke オリジナル・カラオケ)
5. Give Me, Give Me, Give Me (Original Karaoke オリジナル・カラオケ)
6. Never×Over~「-」Is Your Part~ (Original Karaoke オリジナル・カラオケ)

Limited Edition 1
1. Change Ur World

Limited Edition 2
1. Remember
2. NEET Man ニートまん
3. GIRLS （NTT presented by Junnosuke Taguchi）

## Classifiche
| Classifica (2010)                        | Posizione più alta |
| ---------------------------------------- | ------------------ |
| Giappone (Classifica settimanale Oricon) | 1                  |
| Giappone (Billboard Japan Hot 100)       | 1                  |